# Minského moment

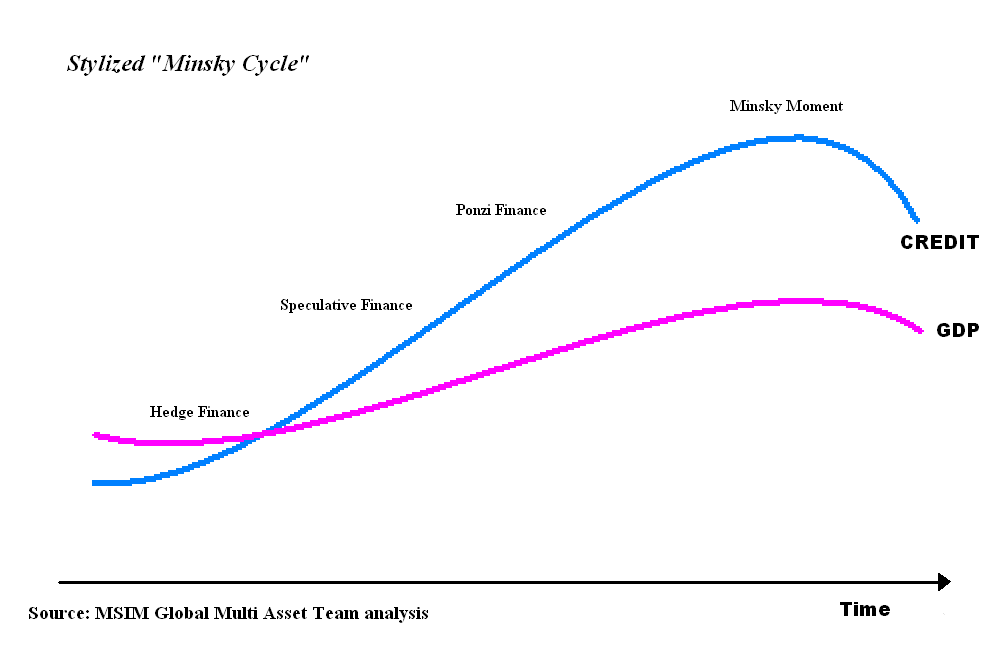
Různé fáze vedoucí k Minského momentu

Minského moment je ekonomický pojem, okamžik náhlého velkého propadu hodnoty aktiv, který znamená konec růstové fáze cyklu na úvěrových trzích nebo v obchodní činnosti. Začíná v důsledku splasknutí ekonomické bubliny. Název odkazuje na hypotézu finanční nestability postkeynesiánce Hymana Minského.

## Popis
Podle této hypotézy dochází k rychlé nestabilitě, protože dlouhá období stálé prosperity a investičních zisků podporují snížené vnímání celkového tržního rizika, což podporuje pákové riziko investování vypůjčených peněz namísto hotovosti. Dluhové financování spekulativních investic (z důvodu dluhového pákového efektu) vystavuje investory potenciální krizi peněžních toků (cash flow), která může začít krátkým obdobím mírného poklesu cen aktiv. V případě poklesu již peněžní prostředky (hotovost) generované aktivy nestačí na splacení dluhu použitého k pořízení aktiv. Ztráty z těchto spekulativních aktiv vedou věřitele, k tomu, aby své úvěry zesplatnili. To rychle zesiluje původně malý pokles a dochází až ke zhroucení (kolapsu) hodnoty aktiv, což souvisí s mírou pákového efektu na trhu. Investoři využívající pákový efekt jsou také nuceni prodávat méně spekulativní pozice, aby pokryli své půjčky. Ve vážných (těžkých) situacích žádní kupující nenabízí za nedávno uvedené (kótované) ceny, protože se obávají dalšího poklesu. To odstartuje velký výprodej, který vede k náhlému a prudkému propadu (kolapsu) cen aktiv na trhu, prudkému poklesu tržní likvidity (likvidity trhu) a silné poptávce po hotovosti.
Jak se oživení blíží plné zaměstnanosti … věštci budou hlásat, že hospodářský cyklus byl zažehnán [a] dluhy lze akceptovat … Ve skutečnosti však ani konjunktura, ani deflace dluhů … a už vůbec ne oživení nemohou trvat věčně.
Hyman Minsky, John Maynard Keynes
Obecnější koncept „Minského cyklu“ se skládá z opakujícího se řetězce Minského momentů: období stability podporuje podstupování rizika (riskování), což vede k období nestability, kdy jsou rizika realizována jako ztráty, což rychle vede obchodníky k averzi k riziku (snižování pákového efektu), obnoví stabilitu a nastaví další cyklus. V tomto obecnějším pojetí se Minského cyklus může vztahovat na širokou škálu lidských činností, nejen na investiční ekonomiku.

## Kontext
Tento termín zavedl Paul McCulley z americké společnosti pro správu investic PIMCO v roce 1998, aby popsal ruskou finanční krizi v roce 1998, a pojmenoval jej po ekonomovi Hymanu Minském, který si všiml, že bankéři, obchodníci a další finančníci pravidelně hrají roli žhářů, kteří zapálí celou ekonomiku. Minsky se postavil proti deregulaci, která byla charakteristická pro 80. léta.
Někteří, jako například McCulley, datují počátek finanční krize v letech 2007–2010 do Minského momentu a následující krizi označují za „obrácenou Minského cestu“. McCulley datuje tento okamžik do srpna 2007, zatímco jiní datují začátek o několik měsíců dříve nebo později, například do června 2007, kdy zkrachovaly (selhaly) dva fondy Bear Stearns.